# 防衛大学校の人物一覧
防衛大学校の人物一覧（ぼうえいだいがっこうのじんぶついちらん）は、防衛大学校に関係する人物の一覧記事。

## 歴代の学校長・副校長・訓練部長

### 学校長
| 代 | 氏名       | 在任期間              | 前職等                             | 備考     |
| -- | ---------- | --------------------- | ---------------------------------- | -------- |
| 01 | 槇智雄     | 1952.8.19 - 1965.1.16 | 元・慶應義塾大学法学部教授         |          |
| 02 | 大森寛     | 1965.1.16 - 1970.7.1  | 陸上幕僚長（陸将）                 |          |
| 03 | 猪木正道   | 1970.7.16 - 1978.7.15 | 元・京都大学法学部教授             |          |
| 04 | 土田國保   | 1978.9.29 - 1987.3.24 | 元・警視総監                       |          |
| 05 | 夏目晴雄   | 1987.3.24 - 1993.9.30 | 元・防衛事務次官                   | ※1       |
| 06 | 松本三郎   | 1993.10.1 - 2000.3.31 | 元・慶應義塾大学法学部教授         | ※2       |
| 07 | 西原正     | 2000.4.1 - 2006.3.31  | 防衛大学校教授から昇任             | ※3       |
| -  | 馬場順昭   | 2006.4.1 - 2006.7.31  | 本務・防衛大学校副校長（教育担当） | 事務代理 |
| 08 | 五百籏頭眞 | 2006.8.1 - 2012.3.31  | 元・神戸大学大学院教授             | ※4       |
| 09 | 國分良成   | 2012.4.1 - 2021.3.31  | 慶應義塾大学法学部教授             | ※5       |
| 10 | 久保文明   | 2021.4.1 -            | 東京大学大学院教授                 | ※6       |

- 防衛大学校長職を占める者の官名は防衛教官（保安大学校時代は保安庁教官、防衛庁時代は防衛庁教官）
- 大学校長は2012年現在政令指定職7号（陸上幕僚長・海上幕僚長・航空幕僚長と同位）のため、補職・退職は内閣承認をもって発令される[1]。
- 事務代理は、空位の場合に記載し、海外出張時等の短期一時的なものは記載しない。
- 保安大学校長（1代限り）・槇智雄はそのまま初代防衛大学校長に就任したが、法令の経過措置による自動的な継続在任とされ、別途「防衛大学校長を命ずる」旨の就任辞令は発出されなかった。

学校長の定年は65歳であるが、以下の校長はそれぞれ定年延長がなされた。
- （※1）第5代・夏目晴雄は、本来の任期満了は1993年3月31日であったが、1年期限延長辞令及び6か月繰上げ辞令により1993年9月30日まで在任した。
- （※2）第6代・松本三郎は、本来の任期満了は1998年3月31日であったが、2度にわたる1年期限延長辞令により2000年3月31日まで在任した。
- （※3）第7代・西原正は、本来の任期満了は2004年3月31日であったが、2度にわたる1年期限延長辞令により2006年3月31日まで在任した。
- （※4）防衛省発令（2009年3月31日及び2010年3月31日並びに2011年3月31日）に基づき、3度の1年勤務延長。
- （※5）防衛省発令（2019年3月31日及び2020年3月31日）に基づき、2度の1年勤務延長[2][3]。
- （※6）防衛省発令（2023年3月31日及び2024年3月31日）に基づき、2度の1年勤務延長[4][5]。「自衛隊法第44条の7第2項の規定による勤務延長の期限の到来」のため、2025年３月31日に一度退職の上[6]、翌日再任用[7]（任期：2026年3月31日まで）。

### 副校長
| 代 | 氏名                  | 在職期間               | 出身校・期                         | 前職                                             | 後職                                     |
| -- | --------------------- | ---------------------- | ---------------------------------- | ------------------------------------------------ | ---------------------------------------- |
| 01 | 松谷誠 （保安監補）   | 1953.2.1 - 1953.8.15   | 陸士35期・ 陸大43期                | 保安大学校                                       | 保安研修所副所長                         |
| 02 | 高山信武 （保安監補） | 1953.8.16 - 1955.3.15  | 陸士39期・ 陸大47期                | 北部方面特科団長                                 | 陸上幕僚監部第5部長                      |
| 03 | 吉橋戒三 （陸将補）   | 1955.3.16 - 1956.11.18 | 陸士39期・ 陸大50期                | 防衛研修所副所長                                 | 第6管区総監部付 →1956.12.1 第9混成団長   |
| 04 | 竹下正彦 （陸将補）   | 1956.11.19 - 1959.3.16 | 陸士42期・ 陸大51期                | 陸上幕僚監部第5部副部長                          | 第9混成団長                              |
| 05 | 岡本功 （海将補）     | 1959.3.17 - 1960.7.31  | 海兵57期・ 海大38期                | 防衛大学校訓練部長                               | 海上自衛隊幹部学校付 →1960.9.1 同副校長  |
| 06 | 菅谷義夫 （陸将補）   | 1960.8.1 - 1962.7.31   | 陸士43期・ 陸大52期                | 陸上自衛隊幹部候補生学校長 兼 前川原駐とん地司令 | 第5師団長                                |
| 07 | 國武輝人              | 1962.8.1 - 1965.3.15   | 陸士44期・ 陸大53期                | 西部方面総監部幕僚副長 →1965.1.1 陸将昇任        | 第7師団長                                |
| 08 | 久保田茂              | 1965.3.16 - 1967.3.19  | 陸士44期・ 陸大51期                | 第7師団長                                        | 中部方面総監                             |
| 09 | 田中光祐              | 1967.3.20 - 1968.6.30  | 陸士46期・ 陸大52期                | 第6師団長                                        | 東北方面総監                             |
| 10 | 田畑良一              | 1968.7.1 - 1971.3.15   | 陸士48期・ 陸大57期                | 北部方面総監部幕僚長 兼 札幌駐とん地司令         | 陸上自衛隊富士学校長 兼 富士駐とん地司令 |
| 11 | 曲壽郎                | 1971.3.16 - 1972.3.15  | 陸士50期・ 陸大58期                | 第12師団長                                       | 陸上幕僚副長                             |
| 12 | 中山平八郎            | 1972.3.16 - 1973.5.31  | 陸士51期・ 陸大58期                | 第5師団長                                        | 東部方面総監                             |
| 13 | 中村定臣              | 1973.7.1 - 1975.3.16   | 陸士53期・ 陸大60期                | 第9師団長                                        | 中部方面総監                             |
| 14 | 高品武彦              | 1975.3.17 - 1976.3.15  | 陸士54期                           | 第3師団長                                        | 陸上自衛隊幹部学校長                     |
| 15 | 登弘美                | 1976.3.16 - 1977.3.15  | 陸士55期                           | 第12師団長                                       | 中部方面総監                             |
| 16 | 加藤誠一              | 1977.3.16 - 1978.3.15  | 陸士56期                           | 第7師団長                                        | 西部方面総監                             |
| 17 | 藤原幸三郎            | 1978.3.16 - 1979.8.1   | 陸航士56期                         | 第12師団長                                       | 退職                                     |
| 18 | 林榮一郎              | 1979.8.1 - 1981.3.30   | 海兵74期                           | 第3師団長                                        | 東北方面総監                             |
| 19 | 松永力                | 1981.3.31 - 1982.6.30  | 陸士60期                           | 第7師団長                                        | 東部方面総監                             |
| 20 | 今田敏之              | 1982.7.1 - 1983.6.30   | 陸士60期                           | 第4師団長                                        | 陸上自衛隊幹部学校長                     |
| 21 | 柗本節                | 1983.7.1 - 1984.6.30   | 仙幼47期・ 第二高等学校 昭和23年卒 | 第13師団長                                       | 陸上自衛隊幹部学校長                     |
| 22 | 水澤博                | 1984.7.1 - 1986.3.16   | 長岡工専 昭和25年卒                | 第2師団長                                        | 西部方面総監                             |
| 23 | 中俣壯一              | 1986.3.17 - 1987.6.30  | 九州大学 昭和30年卒                | 東部方面総監部幕僚長 兼 市ヶ谷駐屯地司令         | 第10師団長                               |
| 24 | 志摩篤                | 1987.7.7 - 1988.7.6    | 防大1期                            | 第9師団長                                        | 北部方面総監                             |
| 25 | 志方俊之              | 1988.7.7 - 1990.3.15   | 防大2期                            | 第2師団長                                        | 北部方面総監                             |
| 26 | 重松惠三              | 1990.3.16 - 1991.3.15  | 防大3期                            | 第9師団長                                        | 西部方面総監                             |
| 27 | 宇野章二              | 1991.3.16 - 1992.3.15  | 防大4期                            | 第2師団長                                        | 中部方面総監                             |
| 28 | 青戸秀也              | 1992.3.16 - 1993.6.30  | 防大4期                            | 第11師団長                                       | 北部方面総監                             |
| 29 | 澤田良男              | 1993.7.1 - 1994.6.30   | 防大6期                            | 第6師団長                                        | 東部方面総監                             |
| 30 | 田村鞆利              | 1994.7.1 - 1995.6.29   | 防大7期                            | 第7師団長                                        | 西部方面総監                             |
| 31 | 樋山周造              | 1995.6.30 - 1997.6.30  | 防大8期                            | 第5師団長                                        | 西部方面総監                             |
| 32 | 藤原利將              | 1997.7.1 - 1998.6.30   | 防大9期                            | 第7師団長                                        | 東北方面総監                             |
| 33 | 作道光夫              | 1998.7.1 - 2000.4.27   | 防大11期                           | 第7師団長                                        | 西部方面総監                             |
| 34 | 田原克芳              | 2000.4.28 - 2002.3.21  | 防大12期                           | 第8師団長                                        | 陸上自衛隊富士学校長 兼 富士駐屯地司令   |
| 35 | 奥村快也              | 2002.3.22 - 2002.12.1  | 防大14期                           | 第4師団長                                        | 東北方面総監                             |
| 36 | 吉川洋利              | 2002.12.2 - 2004.8.29  | 防大14期                           | 第6師団長                                        | 陸上自衛隊富士学校長 兼 富士駐屯地司令   |
| 37 | 井上廣司              | 2004.8.30 - 2005.7.27  | 防大16期                           | 第10師団長                                       | 東北方面総監                             |
| 38 | 中村信悟              | 2005.7.28 - 2007.3.27  | 防大17期                           | 第6師団長                                        | 中部方面総監                             |
| 39 | 火箱芳文              | 2007.3.28 - 2008.3.23  | 防大18期                           | 第10師団長                                       | 中部方面総監                             |
| 40 | 君塚栄治              | 2008.3.24 - 2009.7.20  | 防大20期                           | 第8師団長                                        | 東北方面総監                             |
| 41 | 千葉徳次郎            | 2009.7.21 - 2010.7.25  | 防大21期                           | 第10師団長                                       | 北部方面総監                             |
| 42 | 宮下寿広              | 2010.7.26 - 2011.8.4   | 防大22期                           | 第4師団長                                        | 西部方面総監                             |
| 43 | 田中敏明              | 2011.8.5 - 2012.7.25   | 防大23期                           | 第2師団長                                        | 東北方面総監                             |
| 44 | 田邉揮司良            | 2012.7.26 - 2013.8.26  | 防大24期                           | 第9師団長                                        | 北部方面総監                             |
| 45 | 岡部俊哉              | 2013.8.27 - 2014.8.4   | 防大25期                           | 第6師団長                                        | 統合幕僚副長                             |
| 46 | 森山尚直              | 2014.8.5 - 2015.8.3    | 防大26期                           | 第8師団長                                        | 東部方面総監                             |
| 47 | 小林茂                | 2015.8.4 - 2016.6.30   | 防大27期                           | 第3師団長                                        | 中央即応集団司令官                       |
| 48 | 岸川公彦              | 2016.7.1 - 2017.8.7    | 防大28期                           | 第8師団長                                        | 中部方面総監                             |
| 49 | 上尾秀樹              | 2017.8.8 - 2018.7.31   | 防大29期                           | 第6師団長                                        | 東北方面総監                             |
| 50 | 納冨中                | 2018.8.1 - 2019.12.19  | 防大29期                           | 第9師団長                                        | 情報本部長                               |
| 51 | 原田智総              | 2019.12.20 - 2020.8.24 | 防大31期                           | 陸上総隊司令部幕僚長                             | 東北方面総監                             |
| 52 | 梶原直樹              | 2020.8.25 - 2021.10.13 | 防大32期                           | 第3師団長                                        | 東北方面総監                             |
| 53 | 末吉洋明              | 2021.10.14 - 2023.3.29 | 防大33期                           | 第4師団長                                        | 北部方面総監                             |
| 54 | 荒井正芳              | 2023.3.30 - 2024.3.27  | 防大34期                           | 第3師団長                                        | 西部方面総監                             |
| 55 | 遠藤充                | 2024.3.28 - 2025.3.23  | 防大35期                           | 第7師団長                                        | 中部方面総監                             |
| 56 | 藤岡史生              | 2025.3.24 -            | 防大36期                           | 第9師団長                                        |                                          |

- 初代保安大学校幹事・松谷誠の在任期間については、1953年7月15日までは保安大学校幹事専任、翌16日保安研修所副所長へ異動の上改めて保安大学校幹事を兼務、翌8月16日に兼務解除で保安研修所副所長専任となっている。
- 第2代保安大学校幹事・高山信武の初代防衛大学校幹事への就任については、法令の経過措置による自動的な継続在任とされ、別途「防衛大学校幹事を命ずる」旨の就任辞令は発出されなかった。また、保安監補で就任し、陸上自衛隊隊に改編時に階級呼称が陸将補に改称された。
- 2021年4月1日より、防衛大学校幹事は防衛大学校副校長に職名が変更された[8][9]。

### 訓練部長
| 代 | 氏名                   | 在職期間               | 出身校・期          | 前職                                                                                         | 後職                                                                                         |
| -- | ---------------------- | ---------------------- | ------------------- | -------------------------------------------------------------------------------------------- | -------------------------------------------------------------------------------------------- |
| 01 | 赤堀次郎 （1等警備正） | 1953.4.1 - 1954.6.30   | 海兵55期・ 海大37期 |                                                                                              | 第1警戒隊群司令（海将補昇任）                                                                |
| 02 | 能勢省吾 （1等海佐）   | 1954.7.1 - 1957.6.27   | 海兵55期            | 呉地方基地隊司令 （横須賀基地警防隊補充部付防衛大学校派遣）                                  | 海上自衛隊術科学校副校長                                                                     |
| 03 | 千種定男 （1等海佐）   | 1957.6.28 - 1958.7.31  | 海兵58期            | 第4護衛隊司令 →1956.8.16 海上自衛隊佐世保補充部付 （海上自衛隊横須賀補充部付防衛大学校派遣） | 大阪基地隊司令                                                                               |
| 04 | 岡本 功                | 1958.8.1 - 1959.3.16   | 海兵57期・ 海大38期 | 海上自衛隊幹部学校教育部長                                                                   | 防衛大学校幹事                                                                               |
| 05 | 厚東隆男 （1等陸佐）   | 1959.3.17 - 1960.7.31  | 陸士43期・ 陸大51期 | 陸上幕僚監部第3部副部長 →1959.8.1 陸将補昇任                                                 | 第6管区副総監 兼 多賀城駐とん地司令                                                          |
| 06 | 中村雅郎 （空将補）    | 1960.8.1 - 1962.7.15   | 陸士44期・ 陸大51期 | 航空自衛隊第3術科学校長                                                                      | 中部航空警戒管制団司令 兼 入間基地司令                                                       |
| 07 | 広田保太郎 （空将補）  | 1962.7.16 - 1963.3.15  | 海兵60期            | 第16飛行教育団司令 兼 築城基地司令                                                           | 中部航空方面隊司令部付 →1963.8.1 航空自衛隊第1補給処長 兼 木更津基地司令                     |
| 08 | 池田徳太               | 1963.3.16 - 1965.7.15  | 海兵60期            | 第1護衛隊群司令                                                                              | 海上訓練指導隊群司令                                                                         |
| 09 | 牧野滋次 （空将補）    | 1965.7.16 - 1967.6.30  | 海兵61期            | 第3航空団司令 兼 小牧基地司令                                                                | 航空幕僚監部付 →1967.7.31 退職（空将昇任）                                                   |
| 10 | 柳田益雄               | 1967.7.1 - 1970.8.31   | 海兵65期            | 第2掃海隊群司令                                                                              | 海上幕僚監部付 →1971.1.1 退職（海将昇任）                                                    |
| 11 | 溝口智司               | 1970.9.1 - 1971.6.30   | 海兵66期            | 第2護衛隊群司令 →1970.7.1 海上幕僚監部付                                                     | 海上自衛隊幹部学校副校長                                                                     |
| 12 | 小笠英敏 （空将補）    | 1971.7.1 - 1972.12.15  | 陸士53期・ 陸大60期 | 航空幕僚監部防衛部施設課長                                                                   | 保安管制気象団司令                                                                           |
| 13 | 徳丸 明 （空将補）     | 1972.12.16 - 1974.3.31 | 陸士54期            | 第3航空団司令 兼 小牧基地司令                                                                | 航空総隊司令部付 →1974.5.1 西部航空方面隊司令官 （空将昇任）                                 |
| 14 | 寺部甲子男             | 1974.4.1 - 1976.11.30  | 海兵71期            | 第3護衛隊群司令 →1974.1.16 横須賀地方総監部付 →1976.5.17 海将昇任                            | 海上自衛隊第1術科学校長                                                                      |
| 15 | 左近允尚敏             | 1976.12.1 - 1978.6.30  | 海兵72期            | 練習艦隊司令官 →1977.7.1 海将昇任                                                            | 統合幕僚会議事務局長 兼 統合幕僚学校長                                                       |
| 16 | 山田善照               | 1978.7.1 - 1980.2.14   | 海兵75期            | 第1掃海隊群司令                                                                              | 自衛艦隊司令部幕僚長                                                                         |
| 17 | 佐藤英夫               | 1980.2.15 - 1981.2.9   | 海兵76期            | 海上自衛隊幹部候補生学校副校長                                                               | 海上幕僚監部総務部付 →1981.2.16 同総務部長                                                   |
| 18 | 遠藤峻生               | 1981.2.10 - 1982.10.1  | 早稲田大・ 3期幹候  | 第11護衛隊司令                                                                               | 阪神基地隊司令                                                                               |
| 19 | 秋山秀義               | 1982.10.2 - 1984.7.31  | 海保大1期・ 4期幹候 | 海上自衛隊幹部学校教育部長                                                                   | 海上自衛隊第3術科学校長                                                                      |
| 20 | 石澤 治                | 1984.8.1 - 1985.12.19  | 群馬大・ 4期幹候    | 大湊地方総監部幕僚長 →1984.7.1 横須賀地方総監部付                                            | 海上幕僚監部付 →1986.3.31 退職                                                               |
| 21 | 伊東隆行               | 1985.12.20 - 1987.3.15 | 海保大2期・ 6期幹候 | 練習艦隊司令官                                                                               | 海上自衛隊第1術科学校長                                                                      |
| 22 | 田中 稔                | 1987.3.16 - 1989.3.19  | 東京理大・ 6期幹候  | 第31航空群司令                                                                               | 退職                                                                                         |
| 23 | 岩澤 徹                | 1989.3.20 - 1989.12.14 | 防大3期             | 練習艦隊司令官 →1988.12.15 海上幕僚監部付                                                    | 護衛艦隊司令官                                                                               |
| 24 | 小田優秀               | 1989.12.15 - 1992.3.15 | 防大5期             | 第3護衛隊群司令                                                                              | 海上自衛隊第1術科学校長                                                                      |
| 25 | 塚原武夫               | 1992.3.16 - 1993.6.30  | 防大6期             | 練習艦隊司令官 →1992.1.13 海上幕僚監部付                                                     | 大湊地方総監（海将昇任）                                                                     |
| 26 | 出來義彦               | 1993.7.1 - 1996.3.24   | 防大7期             | 横須賀地方総監部幕僚長                                                                       | 海上自衛隊第1術科学校長                                                                      |
| 27 | 茂木通保               | 1996.3.25 - 1997.3.25  | 防大8期             | 第2掃海隊群司令                                                                              | 退職                                                                                         |
| 28 | 大場朝人               | 1997.3.26 - 1999.3.28  | 防大10期            | 佐世保地方総監部幕僚長                                                                       | 海上自衛隊幹部学校副校長                                                                     |
| 29 | 吉原征義               | 1999.3.29 - 2000.3.29  | 防大11期            | 大湊地方総監部幕僚長                                                                         | 海上自衛隊幹部学校副校長                                                                     |
| 30 | 小林拓雄               | 2000.3.30 - 2001.6.28  | 防大13期            | 第21航空群司令                                                                               | 横須賀地方総監部幕僚長                                                                       |
| 31 | 田村 力                | 2001.6.29 - 2003.1.27  | 防大15期            | 呉地方総監部幕僚長                                                                           | 横須賀地方総監部幕僚長                                                                       |
| 32 | 泉 徹                  | 2003.1.28 - 2004.3.28  | 防大17期            | 練習艦隊司令官 →2002.12.2 海上幕僚監部付                                                     | 海上自衛隊第1術科学校長                                                                      |
| 33 | 若松靜彦               | 2004.3.29 - 2006.8.3   | 防大19期            | 舞鶴地方総監部幕僚長                                                                         | 潜水艦隊司令部幕僚長                                                                         |
| 34 | 矢野一樹               | 2006.8.4 - 2008.3.25   | 防大22期            | 潜水艦隊司令部幕僚長                                                                         | 大湊地方総監部幕僚長                                                                         |
| 35 | 佐々木孝宣             | 2008.3.26 - 2009.12.6  | 防大21期            | 阪神基地隊司令                                                                               | 海上自衛隊第1術科学校長                                                                      |
| 36 | 山口 透                | 2009.12.7 - 2011.8.4   | 防大22期            | 開発隊群司令                                                                                 | 大湊地方総監（海将昇任）                                                                     |
| 37 | 山下万喜               | 2011.8.5 - 2012.7.25   | 防大27期            | 潜水艦隊司令部幕僚長                                                                         | 海上幕僚監部防衛部長                                                                         |
| 38 | 岡 浩                  | 2012.7.26 - 2013.8.21  | 防大27期            | 呉地方総監部幕僚長                                                                           | 掃海隊群司令                                                                                 |
| 39 | 伊藤 弘                | 2013.8.22 - 2014.12.14 | 防大32期            | 海上幕僚監部人事教育部補任課長                                                               | 第4護衛隊群司令                                                                              |
| 40 | 湯浅秀樹               | 2014.12.15 - 2016.3.22 | 防大30期            | 練習艦隊司令官                                                                               | 掃海隊群司令                                                                                 |
| 41 | 俵千城                 | 2016.3.23 - 2018.3.26  | 防大33期            | 統合幕僚監部運用部副部長                                                                     | 海洋業務・対潜支援群司令                                                                     |
| 42 | 金刺基幸               | 2018.3.27 - 2020.3.17  | 防大36期            | 海上幕僚監部人事教育部補任課長                                                               | 統合幕僚監部首席後方補給官                                                                   |
| 43 | 保科俊朗               | 2020.3.18 - 2022.3.29  | 防大35期            | 防衛研究所教育部長                                                                           | 海上幕僚監部監察官                                                                           |
| 44 | 西脇匡史               | 2022.3.30 - 2023.8.28  | 防大37期            | 護衛艦隊司令部幕僚長                                                                         | 横須賀地方総監部幕僚長 →同日内閣官房出向、 国家安全保障局内閣審議官 （内閣事務官 兼 海将補） |
| 45 | 東良子                 | 2023.8.29 -            | 防大40期            | 海上幕僚監部総務部総務課広報室長                                                             |                                                                                              |

## 教職員

### 元職
- 青木節子（元慶應義塾大学教授）
- 荒川憲一（元一等陸佐）
- 石沢芳次郎（元拓殖大学学長）
- 佐瀬昌盛（元拓殖大学客員教授）
- 清水訓夫（元駐アルジェリア大使）
- 篠塚保（元駐バングラデシュ大使）
- 田所昌幸（慶應義塾大学法学部教授）
- 戸部良一（国際日本文化研究センター名誉教授）
- 野中郁次郎（一橋大学名誉教授、カリフォルニア大学バークレー校特別名誉教授）
- 秦郁彦（元千葉大学教授）
- 孫崎享（元外務省国際情報局局長）
- 馬渕睦夫（元駐ウクライナ大使）
- 塚本哲也（元教授、毎日新聞ウィーン支局長、プラハ支局長、論説委員、東洋英和女学院大学長、ノンフィクション作家）

### 現職
- 神谷万丈（専門：国際政治学）
- 倉田秀也（専門：朝鮮半島）
- 等松春夫（専門：国際関係史）
- 宮坂直史（専門：テロリズム）

## OB・OG

### 教職員
- 平間洋一（本科1期卒、歴史学者）
- 杉之尾宜生（本科5期卒、元教授）
- 奥出阜義（本科12期卒、元教授）
- 西村繁樹（本科13期卒）
- 山口昇（本科18期卒、教授、第4代陸上自衛隊研究本部長）
- 太田清彦（本科23期卒、元教授）
- 福田築（本科24期卒、元統率戦史・教育室長）

### 政界
- 田村秀昭（本科1期卒、元参議院議員、元沖縄開発庁政務次官）
- 江戸満（本科1期卒、元愛知県扶桑町長）
- 中谷元（本科24期卒、衆議院議員、第14・26・27代防衛大臣、第67代防衛庁長官）
- 菊地豊（本科25期卒、静岡県伊豆市長、元内閣情報調査室主任分析官）
- 佐藤正久（本科27期卒、元参議院議員、元外務副大臣）
- 竹原信一（本科27期卒、元鹿児島県阿久根市長、同市市議会議員）
- 村井嘉浩（本科28期卒、宮城県知事、元自由民主党宮城県連幹事長）
- 宇都隆史（本科42期卒、元参議院議員、外務副大臣）
- 中谷真一（本科44期卒、衆議院議員、経済産業副大臣）
- 橋本幹彦（本科62期卒、衆議院議員）
- 尾辻秀久（中退、元参議院議員、第33代参議院議長）
- 小室寿明（中退、元衆議院議員）
- 高木宏壽（中退、元衆議院議員、復興副大臣）
- 並河健（中退、奈良県天理市長、元日本維新の会奈良県第2区支部長）

### 財界
- 宮原博昭（本科26期卒、学研ホールディングス代表取締役社長）
- 折口雅博（本科28期卒、元グッドウィル・グループ代表取締役会長兼CEO）
- 関潤（本科28期卒、日本電産代表取締役社長、元日産自動車執行役副最高執行責任者）
- 臼井興胤（本科29期中退、株式会社コメダホールディングス代表取締役社長、元株式会社セガ代表取締役社長、元日本マクドナルド株式会社最高執行責任者）
- 守本正宏（本科33期卒、FRONTEO創業者・代表取締役社長CEO、公認不正検査士）
- 村井智建（中退、AppBank株式会社創業者、YouTuber）

### 官界
- 秋山一郎（本科15期卒、元化学兵器禁止機関（OPCW）査察局長）
- 杵渕正巳（本科25期卒、駐ボスニア・ヘルツェゴビナ特命全権大使、元法務省大臣官房審議官）
- 大塚海夫（本科27期卒、駐ジブチ特命全権大使、靖国神社宮司）
- 長島純（本科29期卒、駐ブルキナファソ特命全権大使、元内閣官房内閣審議官）

### 研究者・学者
- 志方俊之（本科2期卒、帝京大学教授、防衛大臣補佐官）
- 原剛（本科4期卒、防衛省防衛研究所図書館調査員、軍事史研究者）
- 茅原郁生（本科6期卒、拓殖大学国際開発学部アジア太平洋学科教授）
- 森本敏（本科9期卒、拓殖大学総長、第11代防衛大臣）
- 大野友則（本科17期卒、防衛大学校名誉教授、防衛施設学会理事長）
- 新中新二（本科17期卒、神奈川大学名誉教授）
- 川口有一郎（本科23期卒、早稲田大学教授）
- 坂口大作（本科28期卒、防衛学研究者、防衛大学校教授）
- 三淵啓自（本科29期１年時中退、デジタルハリウッド大学大学院教授）
- 稲葉由之（本科31期卒、青山学院大学教授）
- 村上英樹（本科31期中退、元神戸大学教授）
- 武田圭史（本科36期卒、慶應義塾大学教授）

### 文学
- 惠隆之介（本科22期卒、作家、ジャーナリスト）

### ジャーナリズム・評論
- 中村好寿（本科9期卒、軍事アナリスト）
- 濱口和久（本科37期卒、城郭研究家、拓殖大学大学院地方政治行政研究科特任教授・同大学防災教育研究センター長、一般財団法人防災教育推進協会常務理事・事務局長）
- 重松惠三（本科3期卒、元西部方面総監。日本会議幹部、政治・軍事評論家）
- 松村劭 (本科2期卒、軍事評論家。専門は戦略・戦術研究・情報分析。デュピュイ戦略研究所東アジア代表を務め、国際戦略研究所会員）

### その他
- 油井亀美也（本科36期卒、JAXA宇宙飛行士）